# Château d'eau de Ploudalmézeau
Le château d'eau de Ploudalmézeau est un château d'eau de 55 mètres de haut avec un volume de réservoir de 1000m³, qui a été achevé en 1979.

## Activités
Le château d'eau de Ploudalmézeau dispose d'un restaurant et d'une plateforme panoramique à 50 mètres de hauteur.